# Ignaz Schiffermüller
Ignaz Schiffermüller (2 de octubre de 1727, Hellmonsödt - 21 de junio de 1806, Linz) fue un naturalista austríaco, principalmente interesado en lepidópteros.
Fue profesor en el Theresianum College en Viena. Su colección fue presentada al United Royal y Colecciones Imperiales de Historia Natural (Vereinigtes k.k. Naturalien-Gabinet) en el Palacio Imperial de Hofburg donde se quemaría durante la revolución en 1848.
Con Michael Denis, también profesor en el Theresianum,  publicaron el primer índice de Lepidoptera de la región vienesa "Das Systematische Verzeichnis der Schmetterlinge der Wienergegend herausgegeben von einigen Lehrern am k. k. Theresianum (1775). Su colección se resguarda hoy en el Kaiserlichen Hof-Naturalienkabinett (Museo de Historia Natural de Viena). Schiffermüller también es digno de mención, por su trabajo en el desarrollo de una nomenclatura de color basada científicamente. 

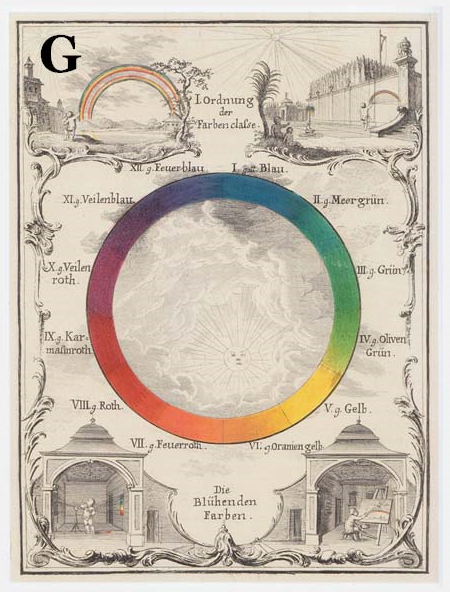
Su Círculo cromático, 1772.

En su Versuch eines Farbensystems (1772), Schiffermüller se refirió a la necesidad de una nomenclatura estandarizada con la que describir los incontables colores de la naturaleza. El trabajo de los predecesores en este campo habían resultado insatisfactorios: menciona las de Giovanni Antonio Scopoli (1723–1778) en su Entomologia Carniolica (1763) y August Johann Rösel (1705–1759) en su Insecten-Belustigung (1746–61). Para servir de modelo, el propio Schiffermüller presenta una tabla clasificando y subclasificando las tonalidades de azul, y nombrándolas en alemán, latín y francés: en total, se enumeran 81 términos alemanes. Haciendo coincidir esta tabla, y utilizando la misma notación alfabética, es una matriz 3 x 12 que muestra un conjunto de muestras de color para el azul, con una cierta discusión de los pigmentos utilizados. El trabajo también contiene un atractivo grabado de página completa con un círculo de colores, inspirado en la teoría óptica del padre Louis Bertrand Castel (1688-1757) y teñido a mano con doce colores que se sombrean continuamente entre sí. Evidente a lo largo de este trabajo pionero es una sutil respuesta a los matices del color y su interpretación exacta.

## Trabajos
- Versuch eines Farbensystems, Viena 1772[2]

## Abreviatura (zoología)
La abreviatura Schiffermüller  se emplea para indicar a Ignaz Schiffermüller como autoridad en la descripción y taxonomía en zoología.